# Джонсон, Дэвид (учёный)
Дэвид Стифлер Джонсон (9 декабря 1945, Вашингтон — 8 марта 2016) — американский учёный компьютерных наук, специализирующийся на алгоритмах и оптимизации.

## Происхождение и обучение
Дэвид Джонсон родился в 1945 году в городе Вашингтон, округ Колумбия (США), где он окончил с отличием колледж Амхерста в 1967 году. Затем получил степень магистра в Массачусетском технологическом института в 1968 году. Ещё через пять лет он получил степень доктора философии (Phd. D.) также в Массачусетском технологическом институте. Все три его степени получены по математике.

## Научная деятельность
Он возглавлял отдел алгоритмов и оптимизации исследований лабораторий AT&T (англ. AT&T Labs) с 1988 по 2013 годы. Затем он был приглашен на должность профессора Колумбийского университета, где работал с 2014 по 2016 годы.

## Награды
Дэвид Джонсон был удостоен в 2010 году премии Кнута.
Он был назначен членом Ассоциации вычислительной техники (англ. Association for Computing Machinery) в 1995 году, а также членом Национальной академии инженерии (англ. National Academy of Engineering) в 2016 году.

## Научные труды
Он вместе с Майклом Гареем был соавтором учебного пособия Компьютеры и интеграции: руководство теории NP-полноты (англ. Computers and Intractability: A Guide to the Theory of NP-Произведённой; ISBN 0-7167-1045-5).
По состоянию на 9 марта 2016, его публикации были процитированы более чем 96 000 раз и он имеет H-индекс 78.

## Смерть
Дэвид Джонсон умер 8 марта 2016 года в возрасте 70 лет.